# HD60092
HD60092 — хімічно пекулярна зоря спектрального класу A3, що має видиму зоряну величину в смузі V приблизно  7,4.
Вона  розташована на відстані близько 434,9 світлових років від Сонця.